# And One
And One is een Duitse elektroband, die omstreeks 1989 in Berlijn werd opgericht.

## Geschiedenis
De oprichters van And One waren Steve Naghavi en Chris Ruiz, die in de late jaren 80 een grote interesse voor electronic body music ontwikkeld hadden. Samen maakten ze in 1990 een eerste single, Metalhammer, die het midden hield tussen EBM en synthipop, en in het elektronische-muziekmilieu meteen een succes werd. Ze traden op diverse plaatsen op en breidden hun fanbasis in de vroege jaren 90 snel uit. Met hun eerste album, Anguish, behaalden ze in 1991 de prijs voor de beste nieuwkomers in de Duitse muziek; toen had Alex Two zich reeds bij de groep vervoegd. Ze sloten een contract met Machinery Records af; in 1992 verliet Ruiz de groep en werd door Joke Jay vervangen. Ze scoorden een aantal in het clubmilieu bijzonder succesvolle singles, waaronder Technoman, Life isn't easy in Germany en Deutschmaschine. Hun album I.S.T. uit 1994 wordt artistiek als hun beste beschouwd.
Vanaf 1996 werkte And One voor het label Virgin; er vonden nog enkele bezettingswissels plaats. Rick Schah, Gio van Oli en Annelie Bertilsson kwamen erbij, Joke Jay verliet in 2001 de groep om zich op zijn eigen band Joke Jay te richten en Chris Ruiz keerde bij gelegenheid terug. Steve Naghavi is de rode draad van de band gebleven; hij schrijft het gros van de nummers. Het laatste album, Bodypop, verscheen in 2006 bij het onafhankelijke label Out of line Music.
And One maakt vlotte, melodieuze muziek met synthesizers, die oorspronkelijk naar Depeche Mode was gemodelleerd, maar geleidelijk aan excentrieker is geworden. De teksten, zowel in het Duits als het Engels, zijn vaak ironisch en steken de draak met de oppervlakkige techno-cultuur, of kaarten op speelse wijze de sociale problematiek van het verenigde Duitsland aan. De leden komen op tegen oorlog; na de WTC-aanslagen stelde de band haar nieuwe single, Amerika brennt, gratis als MP3 beschikbaar. In 1991 hadden ze ook reeds de opbrengst van Aus der Traum gedeeltelijk aan Greenpeace gedoneerd.
Gio van Oli en Chris Ruiz richten anno 2011 de EBM-formatie PAKT op, die optrad op het M’era Luna-festival 2011.

## Discografie

### Albums
- 1991 Anguish
- 1992 Flop!
- 1993 Spot
- 1994 I.S.T.:e/g/Total
- 1997 Nordhausen
- 1997 The Best of And One
- 1998 9.9.99 9 Uhr
- 2000 Virgin Superstar
- 2003 Aggressor
- 2006 Bodypop
- 2009 Bodypop 1 1/2
- 2010 Live
- 2011 Tanzomat (album)
- 2012 S.T.O.P.

### Singles
- 1990 - Metalhammer
- 1991 - Aus der Traum
- 1992 - Techno Man
- 1993 - Life Isn't Easy in Germany
- 1994 - Driving with My Darling
- 1994 - Deutschmaschine
- 1996 - Sometimes
- 1997 - Sweety Sweety
- 1997 - Sitata Tirulala
- 1998 - Get You Closer
- 2000 - Wasted
- 2001 - Amerika brennt - MP3-uitgave via internet
- 2003 - Krieger
- 2006 - Military Fashion Show
- 2006 - So klingt Liebe: S/E/X
- 2006 - Traumfrau (2006)
- 2008 - Paddy is My DJ (2008)

### Ep's
- 1992 - Monotonie
- 1998 - Maschinenstürmer
- 2006 - Frontfeuer